# Donncha O’Callaghan
Donncha Fintan O’Callaghan (* 24. März 1979 in Cork) ist ein ehemaliger irischer Rugby-Union-Spieler, der in der zweiten Reihe spielt. Er ist für die irische Nationalmannschaft und die Provinz Munster aktiv.

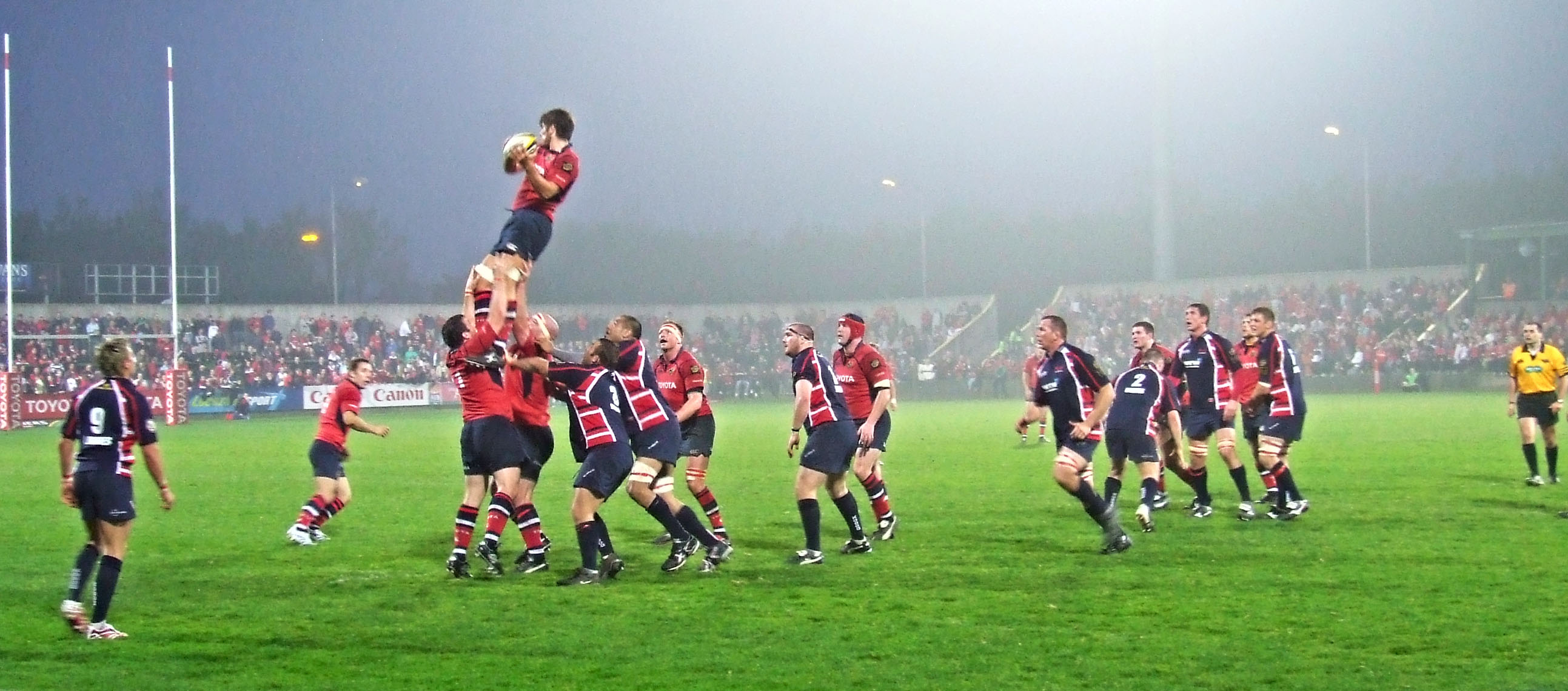
O’Callaghan bei einer Gasse

O’Callaghan durchlief die Jugendnationalmannschaften des Landes und gewann unter anderem die U19-Weltmeisterschaft 1998. Im selben Jahr lief er erstmals für Munster auf. Mit der Provinz gewann er bislang einmal die Magners League und zweimal den Heineken Cup. Sein Debüt für die Nationalmannschaft gab er bei den Six Nations 2003 gegen Wales. Beim Grand Slam der Iren bei den Six Nations 2009 wurde er in allen Spielen eingesetzt.
2005 wurde O’Callaghan erstmals in die Reihen der British and Irish Lions berufen und kam während der Neuseeland-Tour zu drei Einsätzen. Auch 2009 war er Teil der Auswahlmannschaft für deren Südafrika-Tour. Im ersten Test gegen die „Springboks“ wurde er eingewechselt.